# Karel Piták
Karel Piták (Hradec Králové, República Checa, 28 de enero de 1980), futbolista checo. Juega de volante y su primer equipo fue Hradec Králové.

## Selección nacional
Ha sido internacional con la Selección nacional de fútbol de República Checa, ha jugado 1 partido internacional.
- Datos: Q698361
- Multimedia: Karel Piták / Q698361